# Патциг
Патциг (нем. Patzig) — община в Германии, в земле Мекленбург-Передняя Померания. Входит в состав района Рюген. Подчиняется управлению Берген ауф Рюген. Население составляет 485 человек по данным на 2010 год, 497 человек (2009); в 2003 г. — 516. Занимает площадь 8,05 км².